# Hubert Lyautey

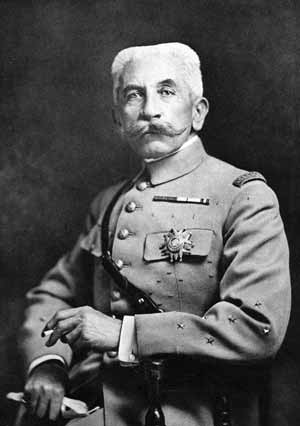
Hubert Lyautey (1927)

Louis Hubert Gonzalve Lyautey (* 17. November 1854 in Nancy; † 27. Juli 1934 in Thorey-Lyautey) war Marschall von Frankreich. Von 1912 bis 1925 war er Generalresident in Marokko.

## Leben
Lyautey stammte aus einer Offiziersfamilie und schloss 1873 die Militärschule von Saint-Cyr ab. Anschließend wurde er für zwei Jahre als Kavallerieoffizier nach Algerien versetzt. Von 1880 bis 1882 diente er als Lieutenant im 2e régiment de hussards. Von 1894 bis 1897 war er in Indochina stationiert, zuletzt als Militärberater des Generalgouverneurs Armand Rousseau. In Tonkin lernte er auch Joseph Gallieni kennen, unter dem er in Madagaskar diente, wo er von 1897 bis 1902 stationiert war. 1900 wurde er Colonel, 1903 Général de brigade und 1907 Général de division. Im Oktober 1909 ehelichte er die verwitwete Inès de Bourgoing.

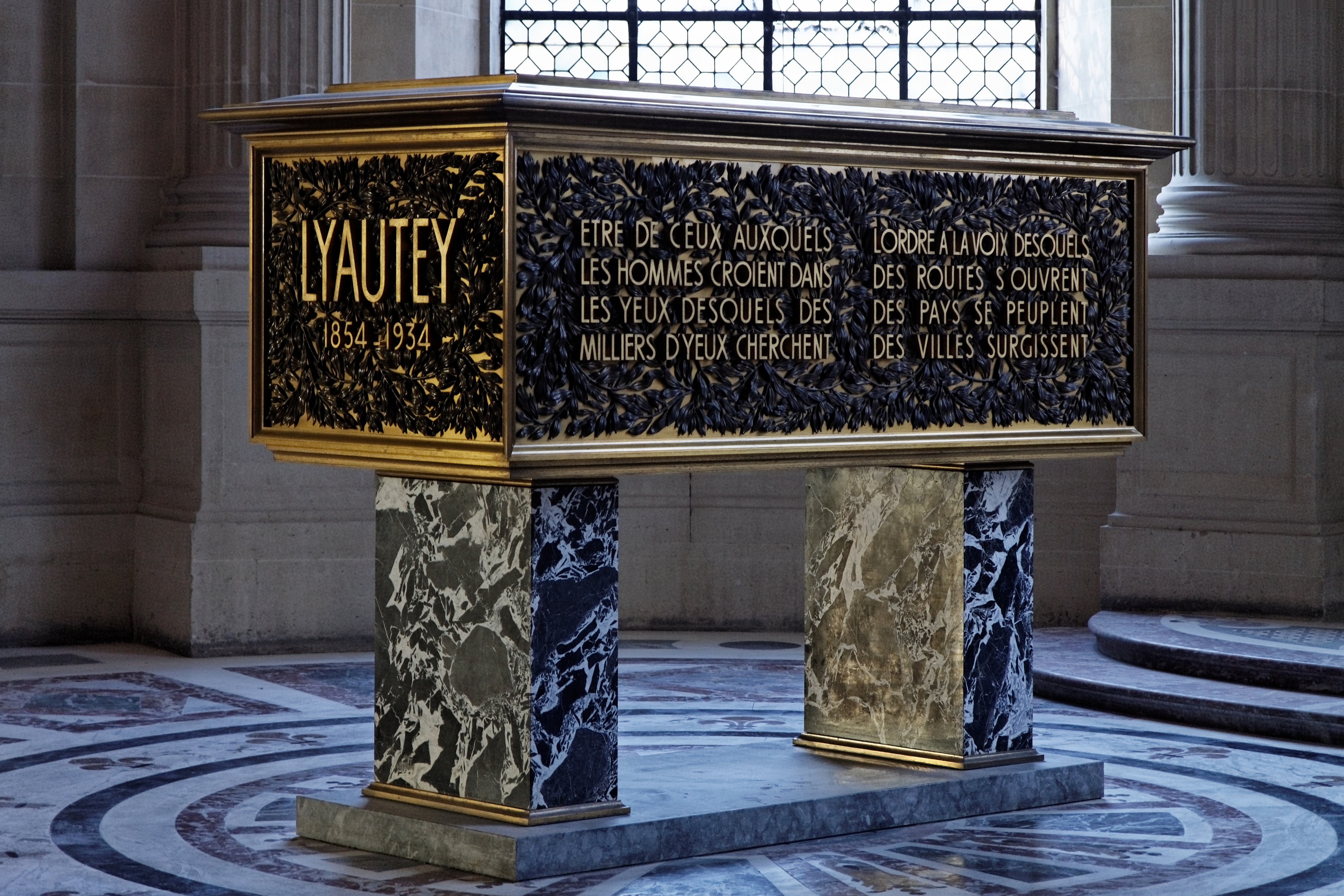
Sarkophag von Hubert Lyautey im Invalidendom

Im Jahr 1912 wurde er in das neu geschaffene Amt des französischen Generalresidenten von Marokko berufen. Während des Ersten Weltkriegs war er vom 12. Dezember 1916 bis zum 14. März 1917 Kriegsminister. Von diesem Amt trat er nach einem Streit mit dem Oberkommandierenden Joseph Joffre zurück, der seine Umstrukturierungen im Bereich der Luftwaffe kritisiert hatte, als er sich gegen Joffre nicht durchsetzen konnte. Sein Rücktritt hatte den Sturz der Regierung Briand zur Folge. Lyautey kehrte 1917 wieder auf seinen Posten in Marokko zurück.
Vier Jahre später (1921) wurde er zum Marschall von Frankreich ernannt. Seine Gebeine wurden 1961 in den Pariser Invalidendom überführt.

## Marokko

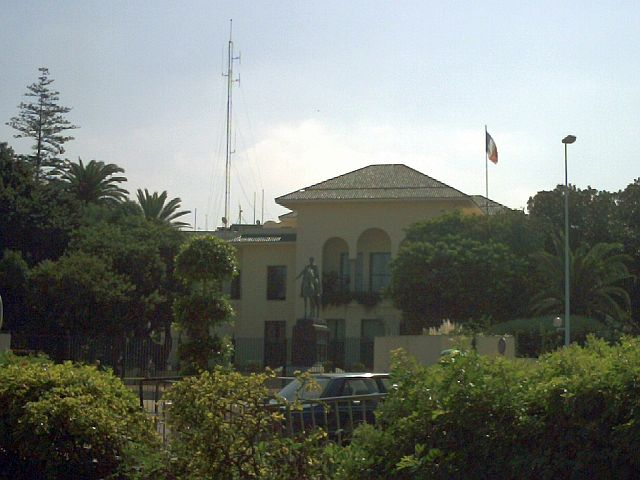
Reiterstandbild Lyauteys vor dem Konsulat Frankreichs in Casablanca

Die wichtigste Station in Lyauteys Leben war das Sultanat Marokko. Am 24. März 1907 leitete er die Besetzung der Stadt Oujda durch französische Truppen. Als Anlass diente die Ermordung des französischen Arztes Mauchamp in Casablanca. Als dort im Sommer 1907 nach einer angeblichen Friedhofsschändung bei Bauarbeiten mehrere europäische Arbeiter getötet wurden und schwere Stammesunruhen ausbrachen (bei denen die europäischen Einwohner allerdings kaum gefährdet waren), landete ein französisches Expeditionskorps in Casablanca.
Als Militärgouverneur ließ Lyautey mehrere Aufstände der Einheimischen niederschlagen. Nach Errichtung des Protektorates Französisch-Marokko durch die Konvention von Fès war er vom 28. April 1912 bis zum 25. August 1925 erster französischer Generalresident. Im Frühjahr 1913 begann der Vormarsch auf den Mittleren Atlas, um den Widerstand der dortigen Berberstämme, besonders um Khenifra, zu brechen. Unter der Bezeichnung Operation Lyautey wurde vom 10. bis 12. Juni 1914 der Angriff auf Khénifra durchgeführt. Es gelang den französischen Truppen, das kontrollierte Gebiet bis an die natürliche Grenze der Atlasberge auszudehnen und die dort an der strategischen Fernstraße zwischen Fès und Marrakesch liegenden Städte Khenifra, Kasba Tadla und Beni-Mellal zu besetzen. 
In seiner Amtszeit erlebte das Land einen Modernisierungsschub, wobei ihm viel am Erhalt der traditionsreichen alten Städte lag. Die modernen Städte wurden nach allgemeinem Muster der französischen Kolonialzeit außerhalb der jeweiligen Medinas (arabische Altstädte) errichtet. Des Weiteren erließ er Gesetze zum Schutz der lokalen Kultur. Lyautey wurde auch „Vater des modernen Marokko“ genannt.
Gegen seine Politik schlossen sich einige Marokkaner dem im spanischen Teil 1921 ausgebrochenen Aufstand der Rifkabylen unter Abd el-Krim an. Die gemeinsame Niederschlagung des Aufstandes durch Franzosen und Spanier, bei der auch Chemiewaffen eingesetzt wurden, gelang erst unter Lyauteys Nachfolger.

## Orden
- Médaille militaire
- Großkreuz der Ehrenlegion
- Gregoriusorden
- Seeverdienstorden
- Verdienstorden für Landwirtschaft
- Leopoldsorden
- Orden Karls III. (Großkreuz)
- Orden der Aufgehenden Sonne
- Christusorden
- Königlicher Orden von Kambodscha
- Orden des Drachen von Annam
- Orden des Sterns von Anjouan
- Ouissam Alaouite

## Sonstiges
- Die 1912 gegründete Hafenstadt Port-Lyautey wurde nach der Unabhängigkeit Marokkos 1956 in Kénitra umbenannt.
- Er war Generalsekretär der Pariser Kolonialausstellung von 1931.
- Der Bildhauer François Cogné (1876–1952) schuf im Auftrag der französischen Regierung eine Reiterstatue von General Lyautey. Dieses Denkmal wurde 1938 in Casablanca auf dem Place de la Victoire (heute Place Mohammed V.) aufgestellt. 1956 demontiert, schmückt es seit 1959 den Park des französischen Generalkonsulats in Casablanca.[2]
- In der Ausgabe vom 11. Mai 1931 war sein Bild auf dem Titel des amerikanischen Time magazine.
- 1953 gab die französische Post eine Briefmarke mit seinem Bild heraus.
- Nach Angaben von Paul Distelbarth war Lyautey zusammen mit Paul Desjardins ein Gründer der Union pour l'action morale (1892), der späteren Union pour la vérité (ab 1906).[3]

## Schriften (Auswahl)
- L'action coloniale. Madagascar, Sud-Oranais, Maroc. Édition Paleo, Clermont-Ferrand 2012, ISBN 978-2-84909-733-5 (Nachdr. d. Ausg. Paris 1899).
- Lyautey l'Africain. Textes et Lettres. Plon, Paris 1953/57 (4 Bde.)

1. 1912–1913. 1953.
2. 1913–1915. 1954.
3. 1915–1918. 1956.
4. 1919–1925. 1957.

- Du rôle de l'armée. BiblioLife, Charleston, S.C. 2009, ISBN 978-1-113-33447-3 (Nachdr. d. Ausg. Paris 1900)

in Deutsch
- Die soziale Rolle des Offiziers, in Paul Distelbarth, Übers.: Neues Werden in Frankreich. Zeugnisse führender Franzosen. Ernst Klett, Stuttgart 1938 S. 55–68